# Брошински, Мориц
Моритц Брошински (нем. Moritz Broschinski; 23 сентября 2000, Финстервальде) — немецкий футболист, нападающий клуба «Бохум».

## Биография
Моритц Брошинський начал заниматься футболом в клубе «Энерги», где провел большую часть своей юношеской карьеры. Первую игру в основе футболист провел в феврале 2018 года.
Перед началом сезона 2020/21 Брошинский перешел в состав дортмунской «Боруссии». Но проведя в клубе три сезона, нападающий играл только за второй состав «Боруссия II» в Региональной лиге и Лига 3. В январе 2023 Брошински перешел в клуб «Бохум», с которым подписал контракт на три с половиной года. Первую игру в новой команде нападающий провел 4 февраля, выйдя на замену в матче против «Хоффенхайма» и в первой игре сразу отличился забитым голом.